# Holostei
Infra-classe
Les Holostéens sont une infra-classe d'Acanthoptérygiens. Il comporte huit espèces réparties en deux ordres, les Amiiformes et les Lepisosteiformes. Le nom Holostei provient du grec ὅλος signifiant entier, et de ὀστέον qui signifie os. Les holostéens présentent des caractères entre les téléostéens et les chondrichthyens. En effet, leur squelette est majoritairement constitué de cartilage, contrairement à l'ensemble des autres ostéichthyens. Leur nageoire caudale est hétérocerque.

## Classification
- Holostei
  - Amiiformes
    - Amioidea
      - Amiidae
        - Amiinae
          - Amia
            - Amia calva
            - Amia hesperia †
            - Amia pattersoni †
            - Amia robusta †
            - Amia scutata †

          - Cyclurus †
          - Pseudamiatus †

        - Amiopsinae †
        - Solnhofenamiinae †
        - Vidalamiinae †

      - Sinamiidae †

    - Caturoidea †

  - Lepisosteiformes
    - Atractosteus
      - Atractosteus spatula
      - Atractosteus tristoechus
      - Atractosteus tropicus

    - Lepisosteus
      - Lepisosteus oculatus
      - Lepisosteus osseus
      - Lepisosteus platostomus
      - Lepisosteus platyrhincus

    - Paralepisosteus †